# 矢代田 (新潟市)
矢代田（やしろだ）は、新潟県新潟市秋葉区の町字。郵便番号は956-0113。

## 概要
1889年（明治22年）から現在までの大字。。新津丘陵西側の麓に位置する。もとは江戸時代から1889年（明治22年）まであった矢代田村の区域の一部で、字三沢には古墳や塚、製鉄跡がある。

### 隣接する町字
北から東回り順に、以下の町字と隣接する。
- 金津
- 天ヶ沢
- 五泉市橋田
- 田上町湯川
- 新潟市秋葉区横川浜
- 新保
- 竜玄

## 歴史

### 分立した町字
1889年（明治22年）以後に、以下の町字が分立。
舟戸（ふなと）
矢代田から分立した町字。
松ヶ丘（まつがおか）
矢代田から分立した町字。

### 年表
- 1889年（明治22年）4月1日 : 合併により矢代田村の大字となり、村役場が設置される。
- 1901年（明治34年）11月1日 : 合併により小須戸町の大字となる。
- 2005年（平成17年）3月21日 : 合併により新潟市の大字となる。
- 2007年（平成19年）4月1日 : 新潟市の政令指定都市移行により、秋葉区の大字となる。

## 世帯数と人口
2018年（平成30年）1月31日現在の世帯数と人口は以下の通りである。
| 大字   | 世帯数  | 人口    |
| ------ | ------- | ------- |
| 矢代田 | 836世帯 | 2,224人 |

## 小・中学校の学区
市立小・中学校に通う場合、学区は以下の通りとなる。
| 番地 | 小学校               | 中学校               |
| ---- | -------------------- | -------------------- |
| 全域 | 新潟市立矢代田小学校 | 新潟市立小須戸中学校 |

## 主な企業・施設
- 新潟県立新津南高等学校
- 新潟市立矢代田小学校
- シルクホーム舟戸

## 交通

### 鉄道
中心部をJR東日本信越本線が通っており、区域内には駅が1つある。
東日本旅客鉄道在来線
- 矢代田駅
  - ■信越本線

### 道路
国道
- 国道403号

県道
- 新潟県道41号白根安田線

### バス
新潟交通観光バス路線バス